# Systém jednotné trigonometrické sítě katastrální
Systém jednotné trigonometrické sítě katastrální (S-JTSK, někdy též nesprávně zaměňováno s JTSK) je pravoúhlá souřadnicová síť používaná v geodézii na území České republiky a Slovenska (pro zeměměřické práce v civilním sektoru). Vychází z tzv. Křovákova zobrazení (stanoveném Josefem Křovákem v roce 1922), jehož snahou bylo zavést takový pravoúhlý souřadnicový systém, v němž by se celá (v té době nově vzniklá) Československá republika nacházela v prvním kvadrantu a měla tedy obě souřadnice kladné. To usnadňuje souřadnicové výpočty. Kladná část osy X tohoto souřadného systému je směřována k jihu, kladná část osy Y vždy k západu. Pro každý libovolný bod na území České i Slovenské republiky navíc platí, že hodnota souřadnice Y je vždy menší než souřadnice X. Geodetickými základy S-JTSK je Jednotná trigonometrická síť katastrální. Délkové zkreslení se pohybuje v hodnotách od +14 cm/km až do –10cm/km.